# Даниил Успенский
Даниил Успенский (ум. 7 февраля 1238 года; Владимир) — игумен, преподобномученик Русской православной церкви.

## Жизнеописание
Родился в городе Владимире во второй половине XII века. По разным предположениям исследователей, был игуменом Успенского собора Владимира или игуменом и духовником во владимирском Княгинином в честь Успения Пресвятой Богородицы женском монастыре.

Игумен Даниил, архимандрит Пахомий и игумен Феодосий как, по-видимому, наиболее уважаемые духовные лица города (наряду с епископом Владимирским Митрофаном) упомянуты в варианте летописной статьи 1238 года о взятии и разорении Владимира монголо-татарскими войсками, получившей оформление во Владимирском летописном своде 1281 года: «И ту убьен бысть Пахомий, архимандрит монастыря Рождества Святыя Богородицы, и Данило, игумен успенскыи, Феодосии Спаскыи и прочии игумени, и черньци, и черници, и попы, и дьяконы». В Лаврентьевской летописи (1377) «успенский игумен» упомянут анонимно. В синодике Успенского собора города Ростова Даниил, Пахомий и Феодосий названы «преподобными игуменами»
В мясопустное воскресенье 7 февраля, вскоре после заутрени, началось наступление татар. Владыка Митрофан вместе с великокняжеской семьей и народом заперлись в Успенском соборе. Собравшиеся приняли иноческое пострижение от епископа Митрофана, исповедались, причастились Святых Таин и приготовились к смерти. Татары завладели городом и, придя ко храму, в котором находился епископ Митрофан с людьми, взломали церковные двери, разложили костры вокруг храма и в самом храме и зажгли. Тогда епископ Митрофан сказал: „Господи, простри невидимую руку Свою и приими в мире души рабов Твоих“, затем благословил всех на смерть неизбежную. Все бывшие в соборе умерли от дыма и мечей неприятельских
Согласно архимандриту Леониду (Кавелину), святой Даниил погребён во владимирском Золотоворотском в честь Преображения Господня мужском монастыре. Канонизирован в Соборе Владимирских святых в 1982 году. Праздник святому Даниилу установлен 23 июня в Соборе Владимирских святых.